# Rivière à la Chienne
Rivière à la Chienne är ett vattendrag i Kanada.   Det ligger i provinsen Québec, i den sydöstra delen av landet, 240 km nordost om huvudstaden Ottawa. Rivière à la Chienne ligger vid sjöarna  Lac Plat och Petit lac Sergerie.
I omgivningarna runt Rivière à la Chienne växer i huvudsak blandskog. Runt Rivière à la Chienne är det mycket glesbefolkat, med 2 invånare per kvadratkilometer.